# 王海民
王海民（1912年—1982年9月8日），彝名叫阿尔木呷，四川越西人，中华人民共和国政治人物。
担任中央人民政府民族事务委员会委员、西康省人民政府委员兼人民法院副院长。1954年，当选第一届全国人民代表大会代表。1982年9月8日因病逝世，终年70岁。 